# Erg Chigaga

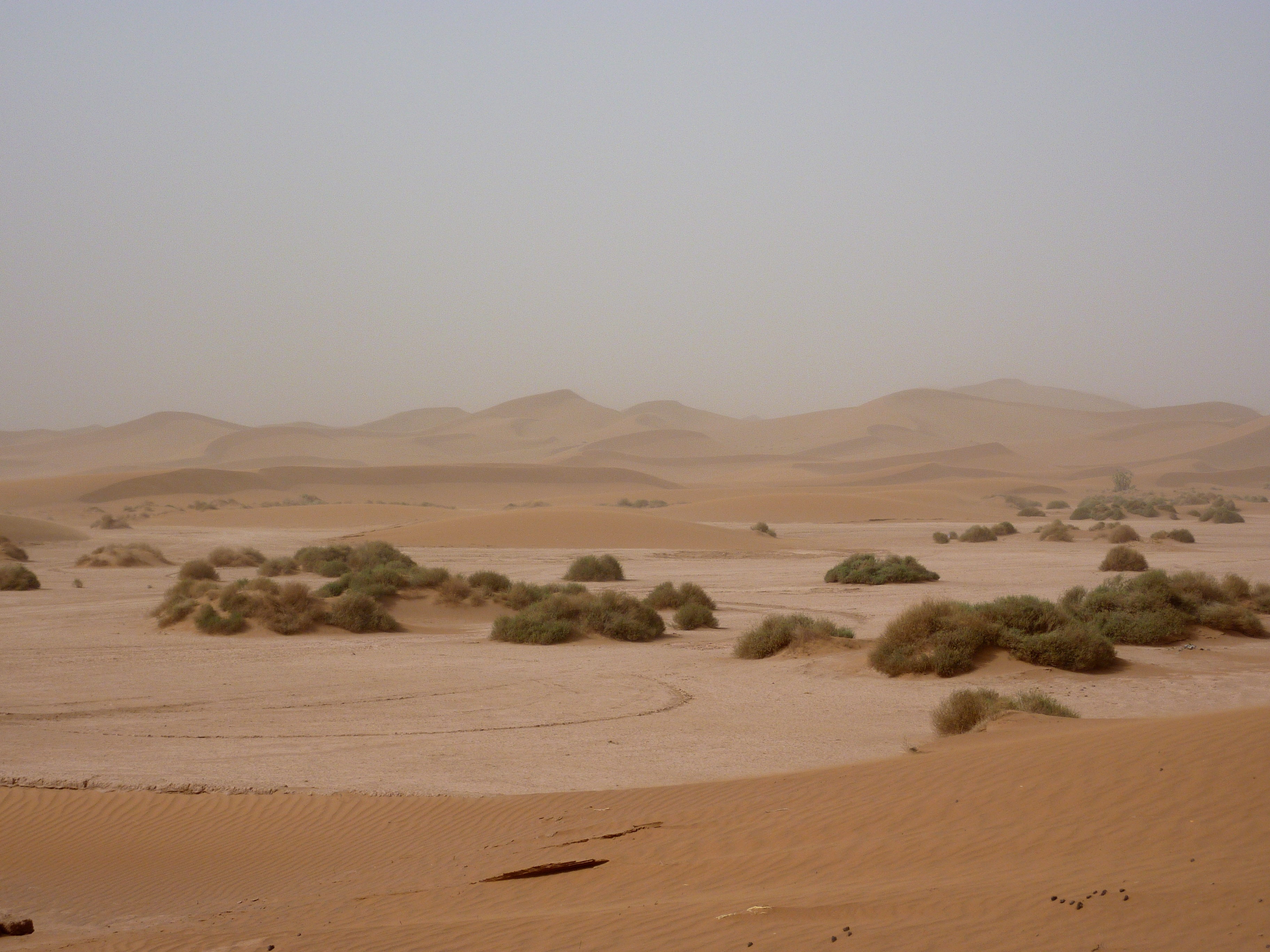
Erg Chigaga

L'erg Chegaga (ou Chigaga) est un des deux grands ergs du Sahara au Maroc, l'autre étant l'erg Chebbi.
Ce massif dunaire situé dans la région du Souss-Massa-Drâa, se trouve à environ 50 km à l'ouest de la commune rurale de M'Hamid El Ghizlane, elle-même située à environ 98 km au sud de la ville de Zagora.
D'une longueur d'environ 40 km pour 15 km de largeur, cet erg, dont certaines dunes avoisinent une hauteur de 300 m (170 m pour l'erg Chebbi), est le plus vaste et le plus sauvage du Maroc.

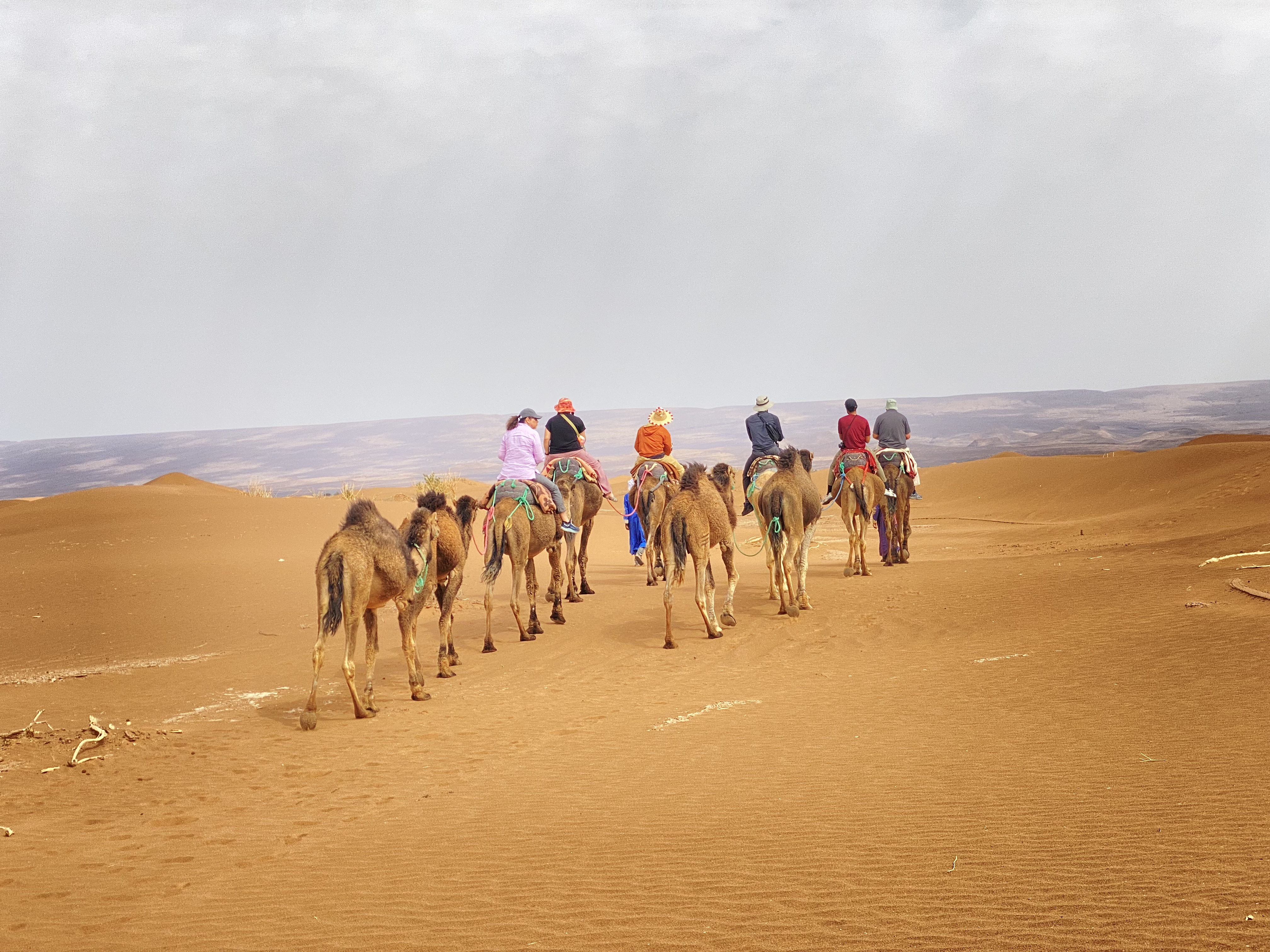
[https://amazing-morocco.co/ Amazing Morocco

Les difficultés du terrain font qu'il est seulement accessible en 4x4, à dos de dromadaire ou à pied. L'erg Chigaga est donc moins fréquenté que l'erg Chebbi.